# 中川温泉
中川温泉（なかがわおんせん）は、神奈川県足柄上郡山北町中川（旧国相模国）にある温泉。

## 泉質
単純温泉（アルカリ性）でpHは10前後と、高いアルカリ性を示す。これはこの地域に斜長石が主成分鉱物として広く存在し、加水分解反応によって準平衡のモンモリロナイトが形成されたためと考えられている。

## 温泉街

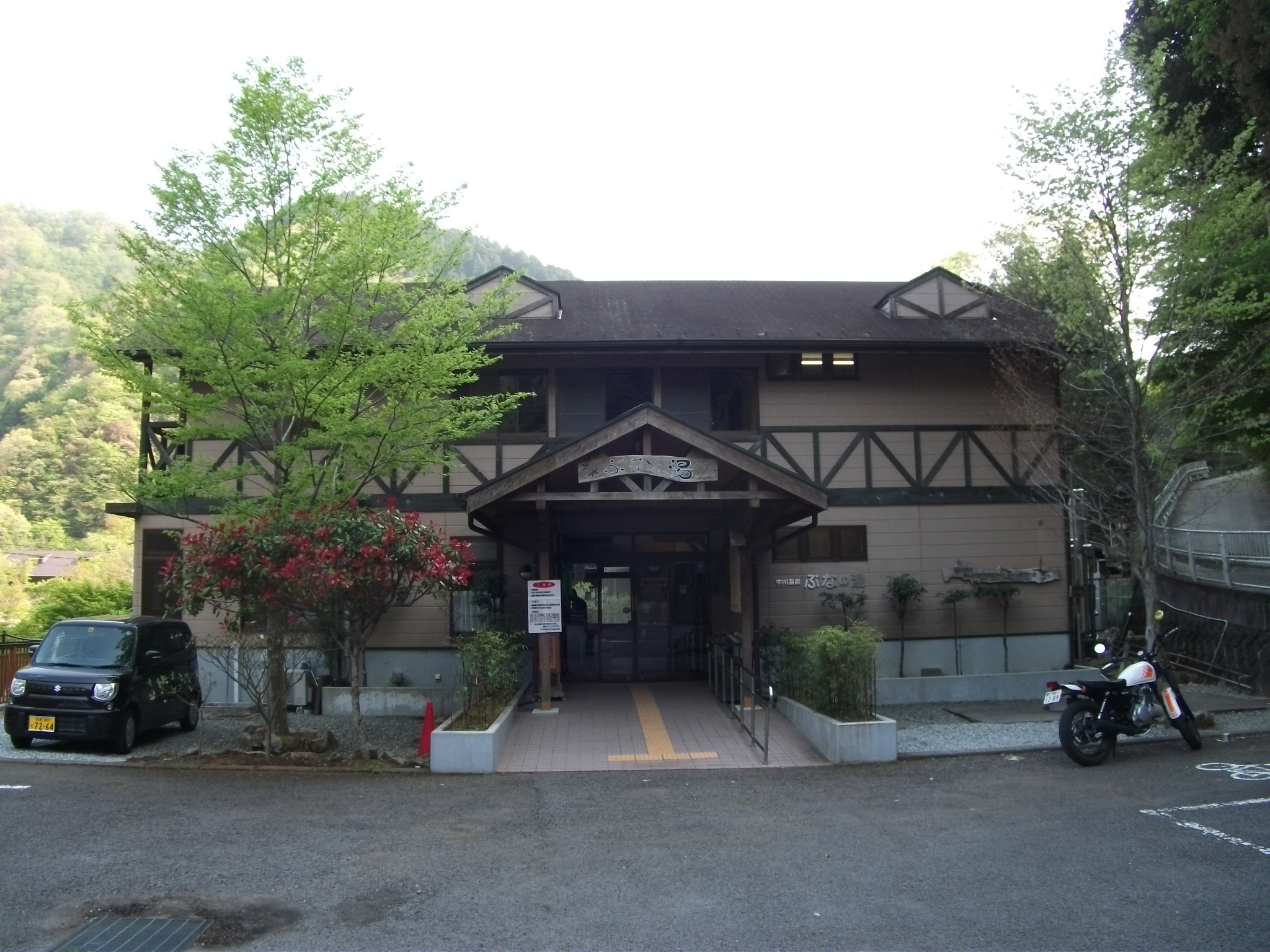
町営日帰り温泉「ぶなの湯」

丹沢湖の北、中川川の下流に旅館は数軒存在し、日帰り入浴施設「ぶなの湯」も存在する。

### 温泉旅館
- 信玄館[1]
- 丹沢ホテル時之栖
- 魚山亭やまぶき
- 蒼の山荘

## 歴史
武田信玄の隠し湯と言われている。北条氏康との合戦の後に兵士の傷を癒したとされることから、発見はそれ以前と考えられる。
1972年7月12日、集中豪雨（昭和47年7月豪雨）により温泉付近の斜面が崩壊。中川の上流一帯も土石流が相次ぎ、付近の集落が壊滅状態となる。

## アクセス
鉄道：小田急小田原線新松田駅よりバスで約60分。または、東海旅客鉄道（JR東海）御殿場線谷峨駅よりバスで約30分。